# NFL Global Junior Championship
L'NFL Global Junior Championship è stato una competizione giocata tra nazionali under-19 di football americano durante la settimana che precedeva il Super Bowl, nella stessa città che avrebbe ospitato quest'ultimo. La prima edizione si giocò nel 1997 con due sole squadre partecipanti (Messico e Europa). Tra il 2000 e il 2002 partecipavano quattro squadre, tra il 2003 e il 2006 cinque, nel 2007 sei. La competizione terminò nel 2007 e fu sostituita dal mondiale under-19 a partire dal 2009.
Fino al 2003 l'Europa partecipò con una selezione continentale, in seguito fu la EFAF a selezionare la nazionale che avrebbe rappresentato il Vecchio Continente, precisamente inviando la squadra vincitrice del campionato europeo. Così nel 2004 fu scelta la Russia, nel 2005 e nel 2007 la Francia, mentre nel 2006 la scelta ricadde sulla Germania.
Il Messico ha vinto le prime due edizioni, l'Europa ha vinto la terza, le successive otto sono state vinte in pari quantità da Stati Uniti e Canada.

## Albo d'oro
| Anno | Edizione | Campione    | Punteggio  | Secondo     | Terzo       | Luogo               | MVP                     |
| ---- | -------- | ----------- | ---------- | ----------- | ----------- | ------------------- | ----------------------- |
| 1997 | I        | Messico     | 30-6       | Europa      |             | New Orleans, LA     | Constantin Ritzmann, DE |
| 1998 | II       | Messico     | 13-12      | Europa      |             | Chula Vista, CA     | Constantin Ritzmann, DE |
| 1999 | III      | Europa      | 29-8       | Messico     |             | Fort Lauderdale, FL | Constantin Ritzmann, DE |
| 2000 | IV       | Canada      | 7-6        | Europa      | Stati Uniti | Atlanta, GA         | Nick Wishart, RB        |
| 2001 | V        | Stati Uniti | 21-19      | Canada      | Giappone    | Clearwater, FL      | Jay Davis, QB           |
| 2002 | VI       | Stati Uniti | 16-14      | Canada      | Europa      | New Orleans, LA     | Jason Spadoni, RB       |
| 2003 | VII      | Stati Uniti | 28-21 (OT) | Canada      | Messico     | San Diego, CA       | JC Cooper, LB           |
| 2004 | VIII     | Stati Uniti | 31-0       | Canada      | Messico     | Houston, TX         | Brian Johnson, QB       |
| 2005 | IX       | Canada      | 38-35      | Stati Uniti | Messico     | Jacksonville, FL    | Jerome Messam, RB       |
| 2006 | X        | Canada      | 10-0       | Stati Uniti | Giappone    | Pontiac, MI         | Samuel Fournier, RB     |
| 2007 | XI       | Canada      | 23-13      | Stati Uniti | Messico     | Fort Lauderdale, FL | Ameet Pall, DE          |

## Partecipazioni e prestazioni
Legenda
| -: non partecipante. 6ª: sesta classificata. 5ª: quinta classificata. 4ª: quarta classificata. | 3ª: terza classificata. 2ª: seconda classificata. V: campione. |

| Nazionale   | 1997 | 1998 | 1999 | 2000 | 2001 | 2002 | 2003 | 2004 | 2005 | 2006 | 2007 | Partecip. | Vittorie | Secondi posti | Terzi posti |
| ----------- | ---- | ---- | ---- | ---- | ---- | ---- | ---- | ---- | ---- | ---- | ---- | --------- | -------- | ------------- | ----------- |
| Canada      | -    | -    | -    | V    | 2ª   | 2ª   | 2ª   | 2ª   | V    | V    | V    | 8         | 4        | 4             | -           |
| Stati Uniti | -    | -    | -    | 3ª   | V    | V    | V    | V    | 2ª   | 2ª   | 2ª   | 8         | 4        | 3             | 1           |
| Messico     | V    | V    | 2ª   | -    | -    | -    | 3ª   | 3ª   | 3ª   | 4ª   | 3ª   | 8         | 2        | 1             | 4           |
| Europa      | 2ª   | 2ª   | V    | 2ª   | 4ª   | 3ª   | 4ª   | -    | -    | -    | -    | 7         | 1        | 3             | 1           |
|             |      |      |      |      |      |      |      |      |      |      |      |           |          |               |             |
| Giappone    | -    | -    | -    | -    | 3ª   | 4ª   | 5ª   | 4ª   | 4ª   | 3ª   | 4ª   | 7         | -        | -             | 2           |
|             |      |      |      |      |      |      |      |      |      |      |      |           |          |               |             |
| Panama      | -    | -    | -    | 4ª   | -    | -    | -    | -    | -    | -    | 5ª   | 2         | -        | -             | -           |
| Francia     | -    | -    | -    | -    | -    | -    | -    | -    | 5ª   | -    | 6ª   | 2         | -        | -             | -           |
| Germania    | -    | -    | -    | -    | -    | -    | -    | -    | -    | 5ª   | -    | 1         | -        | -             | -           |
| Russia      | -    | -    | -    | -    | -    | -    | -    | 5ª   | -    | -    | -    | 1         | -        | -             | -           |

## Fonti
- globalfootball.com (PDF).
- britballnow.co.uk.